# Spectres (album)
Pour les articles homonymes, voir Spectre.
Albums de Blue Öyster Cult
Agents of Fortune
(1976) Some Enchanted Evening
(1978)
Singles
1. Goin' Through the Motions
Sortie : novembre 1977
2. Godzilla
Sortie : février 1978
3. I love the Night
Sortie : août 1978

Spectres est le cinquième album studio du groupe de rock américain Blue Öyster Cult. Il est sorti 12 novembre 1977 sur le label CBS Records en Europe et Columbia Records en Amérique du Nord et a été produit par Murray Krugman, Sandy Pearlman, David Lucas et le groupe.

## Historique
Cet album fut enregistré de juillet à septembre 1977 dans les Record Plant Studios de New York. Avec cet album, le groupe continue son virage amorcé avec l'album précédent vers un rock plus accessible et mélodique.
Ce disque contient notamment les titres favoris Godzilla, Death Valley Nights, R.U. Ready 2 Rock et I Love the Night. La chanson Goin’ Through the Motions, qu'Eric Bloom a écrite avec Ian Hunter, fut ensuite reprise en 1983 par Bonnie Tyler sur son album intitulé Faster Than the Speed of Night.
Il se classa à la 43e place du Billboard 200 aux États-Unis où il sera certifié disque d'or en janvier 1978 pour plus de 500 000 albums vendus. En France il resta classé huit semaines dans le classement des meilleures ventes, atteignant la 28e place. Il reste à ce jour le seul album studio du groupe à se classer en France.
En 2007 sortira une version remastérisée de l'album contenant quatre titres bonus dont une reprise de Be My Baby du groupe The Ronettes.

## Liste des titres
Face 1
| No | Titre                 | Auteur                           | chant         | Durée |
| -- | --------------------- | -------------------------------- | ------------- | ----- |
| 1. | Godzilla              | Donald Roeser                    | Roeser, Bloom | 3:42  |
| 2. | Golden Age of Leather | Roeser, Bruce Abbott             | Roeser, Bloom | 5:52  |
| 3. | Death Valley Nights   | Albert Bouchard, Richard Meltzer | A. Bouchard   | 4:09  |
| 4. | Searchin' for Celine  | Allen Lanier                     | Eric Bloom    | 3:36  |
| 5. | Fireworks             | A. Bouchard                      | A. Bouchard   | 3:11  |

Face 2
| No  | Titre                     | Auteur                      | chant       | Durée |
| --- | ------------------------- | --------------------------- | ----------- | ----- |
| 6.  | R.U. Ready 2 Rock         | Sandy Pearlman, A. Bouchard | Bloom       | 3:43  |
| 7.  | Celestial the Queen       | Joe Bouchard, Helen Wheels  | J. Bouchard | 3:24  |
| 8.  | Goin' Through the Motions | Bloom, Ian Hunter           | Bloom       | 3:12  |
| 9.  | I Love the Night          | Roeser                      | Roeser      | 4:23  |
| 10. | Nosferatu                 | J. Bouchard, Wheels         | J. bouchard | 5:21  |

La réédition remasterisée parue en 2007 a été augmentée des titres suivants
| No  | Titre                                       | Auteur                                    | chant  | Durée |
| --- | ------------------------------------------- | ----------------------------------------- | ------ | ----- |
| 11. | Night Flyer                                 | Roeser                                    | Roeser | 3:48  |
| 12. | Dial M for Murder                           | A. Bouchard                               | Bloom  | 3:11  |
| 13. | Please Hold                                 | Lanier                                    | Lanier | 2:47  |
| 14. | Be My Baby (reprise du hit de The Ronettes) | Jeff Barry, Ellie Greenwich, Phil Spector | Bloom  | 3:01  |

## Musiciens
- Eric Bloom: guitare, chant sur les pistes 2, 4, 6 et 8, 12 & 14, chœurs
- Donald "Buck Dharma" Roeser: guitare solo, guitare rythmique, chant sur les pistes 1, 2, 9 et 11, chœurs
- Allen Lanier — claviers, guitares, chant sur la piste 13
- Joe Bouchard — basse, guitare, chant sur les pistes 7 et 10, chœurs
- Albert Bouchard — batterie, harmonica, chant sur les pistes 3 et 5, chœurs

avec
- The Newark Boys Chorus: chant sur Golden Age of Leather

## Charts et certification
Charts
| Pays                          | Durée du classement | Meilleur classement | Date             |
| ----------------------------- | ------------------- | ------------------- | ---------------- |
| Canada (RPM)                  | 7 semaines          | 58e                 | 14 janvier 1978  |
| États-Unis (Billboard 200)    | 14 semaines         | 43e                 | 3 décembre 1977  |
| France (SNEP)                 | 8 semaines          | 28e                 | 1978             |
| Royaume-Uni (UK Albums Chart) | 1 semaine           | 60e                 | 29 janvier 1978  |
| Suède (Sverigetopplistan)     | 2 semaines          | 47e                 | 18 novembre 1977 |

Certification
| Pays              | Certification | Ventes    | Date            |
| ----------------- | ------------- | --------- | --------------- |
| États-Unis (RIAA) | Or            | 500 000 + | 19 janvier 1978 |